# Christoph Pepper
Christoph Pepper (* 1957 in Köln) ist ein deutscher Journalist und ehemaliger Chefredakteur des Mindener Tageblatts, das in der ostwestfälischen Kreisstadt Minden erscheint.

## Leben
Pepper besuchte das Herdergymnasium in Minden. Nach Ableistung des Wehrdienstes absolvierte er ab 1977 ein Volontariat beim Westfalen-Blatt in Bielefeld und wurde dort Redakteur. Von 1979 bis 1985 folgte ein Studium der Fächer Publizistik, Geschichte und Politikwissenschaften in Münster und Paris. Ab 1985 arbeitete er wieder als Redakteur, zunächst beim Herforder Kreisblatt, dann wieder beim Westfalen-Blatt in Bielefeld. 
Von 1991 bis 2018 war Pepper Chefredakteur des Mindener Tageblatts, von 2016 bis 2019 zudem Mitherausgeber. Er war zeitweise einer der dienstältesten Chefredakteure Deutschlands, bevor er am 1. Juni 2018 von Benjamin Piel abgelöst wurde. Nach wie vor tritt Pepper als politischer Kommentator für diese Zeitung zu internationalen politischen Themen in Erscheinung.